# Arhopala asia
Arhopala asia är en fjärilsart som beskrevs av De Nicéville 1892. Arhopala asia ingår i släktet Arhopala och familjen juvelvingar. Inga underarter finns listade i Catalogue of Life.